# Scotogramma getula
Scotogramma getula là một loài bướm đêm trong họ Noctuidae.